# Грузевич-Нечай Михайло Григорович
Миха́йло Григо́рович Грузе́вич-Неча́й (9 січня 1865, Янопіль, Маслівська волость , Чигиринський повіт, Київська губернія — 30 липня 1920, Омськ) — військовик, генерал-майор, жертва червоного терору.

## Життєпис

### Родина
Народився в православній дворянській сім'ї роду Нечаїв.
Батько — Грузевич-Нечай Григорій Іванович, з 30 листопада 1859 року власник села Янопіль, член Військової Ради Одеського військового округу в 1875–1877 роках у чині надвірний радник, у 1877–1880 роках — у чині колезький радник, у 1880–1888 роках — у чині статський радник.
Брат Микола (нар. 14 вересня 1857, Янопіль, Маслівська волость , Чигиринський повіт, Київська губернія — пом. 15 жовтня 1933, Белград) — військовик, генерал-майор.

### Освіта
Вища.
1882 року закінчив Одеське реальне училище Святого Павла.
Закінчив Одеське піхотне юнкерське училище.
Закінчив Миколаївське інженерне училище.

### Військова діяльність
У службу вступив 31 серпня 1882 року.
Скерований у званні підпоручик з вислугою з 12 серпня 1883 року до 12-го Саперного батальйону.
Звання поручик отримує з вислугою з 12 серпня 1887 року.
Звання штабс-капітан отримує з вислугою з 1 серпня 1895 року.
Звання капітан отримує з вислугою з 1 серпня 1899 року.
6 травня 1903 року як капітан Севастопольської фортечної саперної роти.
4 квітня 1904 року як капітан Севастопольської фортечної саперної роти переводиться до 6-го саперного батальйону.
19 травня 1905 року як капітан 6-го саперного батальйону за відзнаку в битвах з японцями отримує звання підполковник з вислугою з 25 вересня 1904 року.
29 червня 1906 року як підполковник 6-го саперного батальйону призначається командиром Севастопольської фортечної саперної роти.
2 липня 1911 року як командир Севастопольської фортечної саперної роти у званні підполковник отримує звання полковник.
4 жовтня 1913 року як командир Севастопольської фортечної саперної роти у званні полковник призначається командиром 24-го саперного батальйону.
1 січня 1917 року як командиру 24-го саперного батальйону у званні полковник за військові відзнаки надається звання генерал-майор.
За час військової служби неодноразово відзначається у битвах, за що отримує державні нагороди.
Після Жовтневого перевороту 1917 року — в Гетьманській армії. Корпусний інженер 6-го корпусу (з 30 листопада 1918 року).
В білій армії Північного фронту (з 10 липня 1919 року; в резерві чинів Наказ № 267 від 19.07.1919). 14 серпня 1919 року вирушив до Сибіру (Наказ № 267 від 03.09.1919). Учасник Білого руху на сході Росії (з 18.08.1919). Після поразки армії адмірала Колчака залишився в Росії.

### Друковані праці
- Грузевич-Нечай, Михаил Григорьевич. Устройство искусственных препятствий; Инструкция для преодоления искусственных препятствий : Извлеч. из Проекта наставления для инж. войск. — Київ : П. Плахов, 1907. — 16, креслень 21 с. (рос. дореф.)
- Грузевич-Нечай, Михаил Григорьевич. Устройство искусственных препятствий; Инструкция для преодоления искусственных препятствий : Извлеч. из Проекта наставления для инж. войск : (Для пехоты). — 2, випр. — Петроград : т-во В.А. Березовский, 1916. — 16, креслень 21 с. (рос. дореф.)
- Грузевич-Нечай, Михаил Григорьевич. Руководящие основания для укрепления позиций корпуса : (Для пехоты). — Петроград : В.А. Березовский, 1916. — 33, іл. 22 с. (рос. дореф.)

### Останні роки життя
Працював діловодом Головного технічного підрозділу військового комісаріату в місті Іркутськ. Заарештований 5 квітня 1920 року. «За контрреволюційну діяльність» 28 липня 1920 року від Омської губернської ЧК отримав вирок: вища міра покарання. Розстріляний 30 липня 1920 року. Похований в Омську. Реабілітований 30 листопада 1995 року Прокуратурою Омської області на підставі Закона РФ.

## Нагороди
- Орден Святого Станіслава 3 ступеня (?) та мечі з бантом до нього (15 січня 1907 за бойові відзнаки)[24];
- Орден Святого Станіслава 2 ступеня (6 травня 1903 року)[17] та мечі до нього (30 квітня 1906 за відзнаку у битвах з японцями)[25];
- Орден Святої Анни 2 ступеня з мечами (19 березня 1905 затверджене нагородження командувачем Манжурською армією за відзнаку у битвах з японцями)[26];
- Орден Святого Володимира 4 ступеня з мечами та бантом (11 грудня 1905 року за відзнаку у битвах з японцями)[27];
- Орден Святої Анни 4 ступеня з написом «За хоробрість» (23 лютого 1906 за відзнаку у битвах з японцями)[28];
- Орден Святого Володимира 3 ступеня з мечами (3 березня 1915 за відзнаку в битвах з ворогом)[29];
- Найвища прихильність (14 травня 1915 року за відзнаку в битвах з ворогом)[30].

## Зазначення
1. 1 2  Список дворян Киевской губернии, на 11 октября 1905 года. С. 60 [Архівовано 11 січня 2015 у Wayback Machine.](рос. дореф.)
2. ↑  Похилевич Л. І.  Сказання про населені місцевості Київської губернії. — С. 717 [Архівовано 5 березня 2016 у Wayback Machine.](рос. дореф.)
3. ↑  Адрес-Календарь. Общая Роспись начальствующих и прочих должностных лиц в Российской Империи на 1876 год. Часть 1 и 2. Ч. 1 С. 185 [Архівовано 2 квітня 2015 у Wayback Machine.](рос. дореф.)
4. ↑  Адрес-Календарь. Общая Роспись начальствующих и прочих должностных лиц в Российской Империи на 1877 год. Часть 1 и 2. Ч. 1 С. 187 [Архівовано 2 квітня 2015 у Wayback Machine.](рос. дореф.)
5. ↑  Адрес-Календарь. Общая Роспись начальствующих и прочих должностных лиц в Российской Империи на 1878 год. Часть 1 и 2. Ч. 1 С. 183 [Архівовано 2 квітня 2015 у Wayback Machine.](рос. дореф.)
6. ↑  Адрес-Календарь. Общая Роспись начальствующих и прочих должностных лиц в Российской Империи на 1879 год. Часть 1 и 2. Ч. 1 С. 191 [Архівовано 10 травня 2017 у Wayback Machine.](рос. дореф.)
7. ↑  Адрес-Календарь. Общая Роспись начальствующих и прочих должностных лиц в Российской Империи на 1880 год. Часть 1 и 2. Ч. 1 С. 194 [Архівовано 10 травня 2017 у Wayback Machine.](рос. дореф.)
8. ↑  Адрес-Календарь. Общая Роспись начальствующих и прочих должностных лиц в Российской Империи на 1881 год. Часть 1 и 2. Ч. 1 С. 189 [Архівовано 22 жовтня 2016 у Wayback Machine.](рос. дореф.)
9. ↑  Адрес-Календарь. Общая Роспись начальствующих и прочих должностных лиц в Российской Империи на 1882 год. Часть 1 и 2. Ч. 1 С. 183 [Архівовано 22 жовтня 2016 у Wayback Machine.](рос. дореф.)
10. ↑  Адрес-Календарь. Общая Роспись начальствующих и прочих должностных лиц в Российской Империи на 1883 год. Часть 1 и 2. Ч. 1 С. 183 [Архівовано 22 жовтня 2016 у Wayback Machine.](рос. дореф.)
11. ↑  Адрес-Календарь. Общая Роспись начальствующих и прочих должностных лиц в Российской Империи на 1885 год. Часть 1 и 2. Ч. 1 С. 177 [Архівовано 22 жовтня 2016 у Wayback Machine.](рос. дореф.)
12. ↑  Адрес-Календарь. Общая Роспись начальствующих и прочих должностных лиц в Российской Империи на 1886 год. Часть 1 и 2. Ч. 1 С. 173 [Архівовано 22 жовтня 2016 у Wayback Machine.](рос. дореф.)
13. ↑  Адрес-Календарь. Общая Роспись начальствующих и прочих должностных лиц в Российской Империи на 1887 год. Часть 1 и 2. Ч. 1 С. 170 [Архівовано 22 жовтня 2016 у Wayback Machine.](рос. дореф.)
14. ↑  1888. Адрес-Календарь. Общая роспись начальствующих и прочих должностных лиц по всем управлениям в Российской Империи, часть 1 и 2. Ч. 1 С. 169 [Архівовано 22 жовтня 2016 у Wayback Machine.](рос. дореф.)
15. 1 2  Михаил Григорьевич Грузевич-Нечай//GENI(рос.)
16. 1 2 3 4 5 6 7 8 9 10  Грузевич-Нечай Михаил Григорьевич//Офицеры РИА [Архівовано 24 березня 2019 у Wayback Machine.](рос.)
17. 1 2  Высочайшие приказы о чинах военных. 1903 г., январь — июнь. Санкт-Петербург. 1903. С. 621 [Архівовано 8 червня 2017 у Wayback Machine.](рос. дореф.)
18. ↑  Высочайшие приказы о чинах военных. 1904 г., апрель — июнь. Санкт-Петербург. 1904. С. 19 [Архівовано 10 вересня 2017 у Wayback Machine.](рос. дореф.)
19. ↑  Высочайшие приказы о чинах военных. 1905 г., апрель — июнь. Санкт-Петербург. 1905. С. 403 [Архівовано 10 вересня 2017 у Wayback Machine.](рос. дореф.)
20. ↑  Высочайшие приказы о чинах военных. 1906 г., апрель — июнь. Санкт-Петербург. 1906. С. 800 [Архівовано 10 вересня 2017 у Wayback Machine.](рос. дореф.)
21. ↑  Высочайшие приказы по Военному Ведомству за 1911 год. (журнал Разведчик). С. 246(рос. дореф.)
22. ↑  Высочайшие приказы о чинах военных. 1913 г., 1 сентября — 31 декабря. Санкт-Петербург. 1913. С. 159 [Архівовано 15 березня 2017 у Wayback Machine.](рос. дореф.)
23. ↑  Высочайшие приказы о чинах военных. 1917 г., 1 января — 15 января. Санкт-Петербург. 1917. С. 1 [Архівовано 1 червня 2017 у Wayback Machine.](рос. дореф.)
24. ↑  Высочайшие приказы о чинах военных. 1907 г., январь — март. Санкт-Петербург. 1907. С. 107 [Архівовано 10 вересня 2017 у Wayback Machine.](рос. дореф.)
25. ↑  Высочайшие приказы о чинах военных. 1906 г., апрель — июнь. Санкт-Петербург. 1906. С. 289 [Архівовано 10 вересня 2017 у Wayback Machine.](рос. дореф.)
26. ↑  Высочайшие приказы о чинах военных. 1905 г., январь — март. Санкт-Петербург. 1905. С. 468 [Архівовано 10 вересня 2017 у Wayback Machine.](рос. дореф.)
27. ↑  Высочайшие приказы о чинах военных. 1905 г., октябрь — декабрь. Санкт-Петербург. 1905. С. 631 [Архівовано 28 березня 2017 у Wayback Machine.](рос. дореф.)
28. ↑  Высочайшие приказы о чинах военных. 1906 г., январь — март. Санкт-Петербург. 1906. С. 625 [Архівовано 7 квітня 2017 у Wayback Machine.](рос. дореф.)
29. ↑  Высочайшие приказы о чинах военных. 1915 г., 1-31 марта. Санкт-Петербург. 1915. С. 48 [Архівовано 9 березня 2017 у Wayback Machine.](рос. дореф.)
30. ↑  Высочайшие приказы о чинах военных. 1915 г., 1-31 мая. Санкт-Петербург. 1915. С. 431 [Архівовано 6 червня 2017 у Wayback Machine.](рос. дореф.)